# Viktoriia Tymoshenkova
Viktoriia Tymoshenkova (n. 4 noiembrie 1983, Colomeea, RSS Ucraineană, URSS) este o jucătoare profesionistă de handbal legitimată la clubul CS Dacia Mioveni 2012 și care joacă pentru Echipa națională de handbal feminin a Ucrainei.

## Palmares
- Cupa EHF Feminin:
  - Semifinalistă: 2009
- Trofeul Campionilor EHF Feminin:
  - Semifinalistă: 2012
- Super Liga Rusiei: 
  - Câștigătoare: 2009, 2010, 2011, 2012, 2013
- Trofeul Carpați:
  - Locul 2: 2008
  - Locul 3: 2010,  2012
- Cupa României:
  - Locul 2:  2016
- Supercupa României:
  - Locul 2:  2016
- Cupa Mondială GF:
  - Semifinalistă:  2006